# Daniele Nannini
Daniele Nannini (Torino, 1950) è un illustratore e scrittore italiano.
È autore di libri per ragazzi, tra i quali: Animali compassati (1987), A Notte Tonda (1988), Circocircotondo (1990), Mostri di Casa Mia (1991), Il principe e il Barbuto (1995), Quando c'erano i dinosauri (1997), Piccolo Grande Dino (2000).
Ha progettato, scritto e illustrato collane di libri gioco per i più piccoli come Gira e Scopri (1990), Animali Sottosotto (1994) e giochi da tavolo come Il gioco della storia (1992).
Nel campo dell'editoria per adulti ha illustrato copertine di narrativa e libri di divulgazione tra cui l'Atlante dell'Arte - Il Quattrocento (2004), destinato ai visitatori dei musei fiorentini e Le grandi battaglie (2005), distribuito come allegato di una collana di storia da un grande quotidiano italiano.
Molte sono le sue collaborazioni con enti pubblici per i quali ha progettato e realizzato libri, manifesti e vario altro materiale a stampa.
Nel 1988 ha vinto il Premio Andersen come migliore illustratore italiano. Nel 1992 la giuria di bambini del premio Rodari ha assegnato il secondo premio al suo libro Gira e Scopri Le Strisce.